# Gerlacus van den Elsen
Gerlacus van den Elsen, O. Praem. (Gemert, 1853 - 1925) was een Nederlandse pater van de Abdij van Berne te Heeswijk en is de geschiedenis ingegaan als de 'Boerenapostel'. 
Als prior van de abdij wist hij een grote bijdrage te leveren aan een nieuwe structuur voor zijn klooster (de Norbertijnen), die ten gevolge van de Franse Revolutie en de secularisatie van 1803 versnipperd was geraakt. In 1857 is het gemeenschappelijk leven opnieuw aangevangen op het Slotje in Heeswijk.
De Boerenapostel Gerlacus van den Elsen heeft een grote rol gespeeld bij de ontwikkeling van het Oost-Brabantse platteland in de tweede helft van de negentiende eeuw.
Van den Elsen startte in 1886 in de abdij het Gymnasium St. Norbertus, de voorloper van het Gymnasium Bernrode.
Van den Elsen zette zich bijzonder in voor de belangen van de noodlijdende boeren. De Noordbrabantse Christelijke Boerenbond (NCB), het huidige ZLTO, heeft zijn bestaan onder andere aan Van den Elsen te danken. Van den Elsen was de organisatorische en ideologische basis waarop de Boerenbond kon ontstaan. Van Den Elsen speelde in op bestaande antisemitische vooroordelen van de Brabantse boerenbevolking, toen hij de NCB van de grond trachtte te krijgen. Al in zijn kapelaanstijd tussen 1878
en 1880 had Van den Elsen, in meest negatieve zin, over de joden geschreven in Blomhofke van Ruth (1892). In de beginfase van de NCB heeft Van den Elsen de Brabantse boeren bewust gemanipuleerd door hen aan te spreken op de (al dan niet vermeende) oplichterspraktijken van de zogenaamde 'kalverjoden', die de tussenhandel tussen veehouders en vleesverwerkende industrie en vee-exportbedrijven verzorgden, en op de (evenzeer al dan niet vermeende) woekerpraktijken van joodse geldschieters. (informatie uit: Jan Ramakers, 'Godsmoordenaars en addergebroed', in De zachte kant van de politiek, Den Haag, SDU, 1990, p. 100).
Ook de Rabobank ontstond dankzij de inspanningen van Van den Elsen: hij was de oprichter van de Boerenleenbank, die later opgegaan is in de Rabobank. 
In de torenmuur van de aanbouw van de abdijkerk is een hoeksteen met zijn beeltenis te zien, gemaakt door Jozef Cantré.
Deze uitbouw van de abdijkerk in 1927 is gebouwd met medewerking van de NCB.
Het geboortehuis van Gerlacus van den Elsen bevindt zich in de Gemertse buurtschap Pandelaar. Hier is een herinneringssteen aangebracht. Bovendien is hier het Boerenbondsmuseum opgericht dat de landbouwpraktijk uit omstreeks 1900 tot leven brengt. Langs de weg van Veldhoven naar Waalre-Dorp bevindt zich een boerderij die op de voorgevel de naam 'Pater van den Elsenhoeve' draagt.

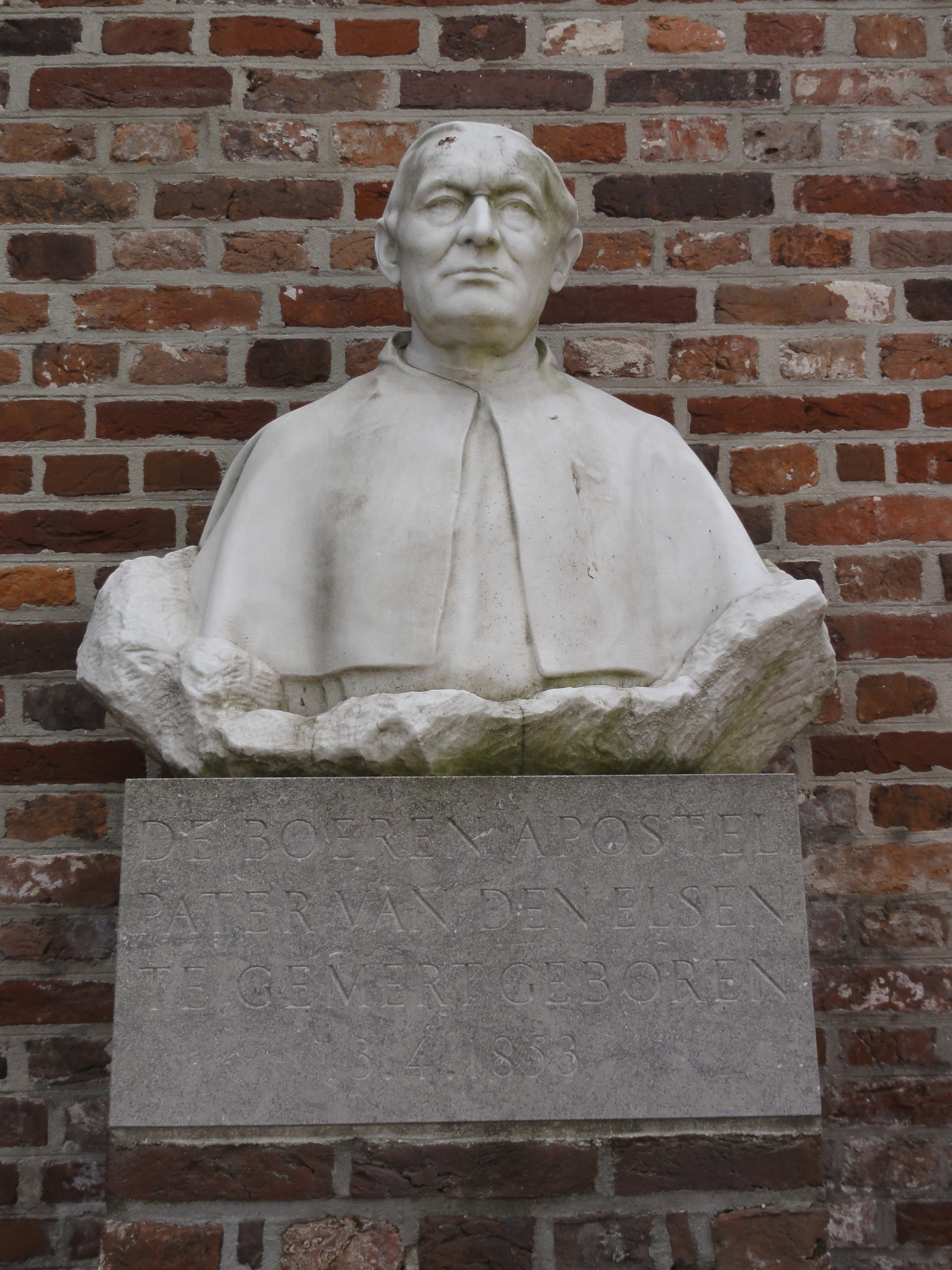
Zijn buste uit 1928 aan het Kerkepad in Gemert
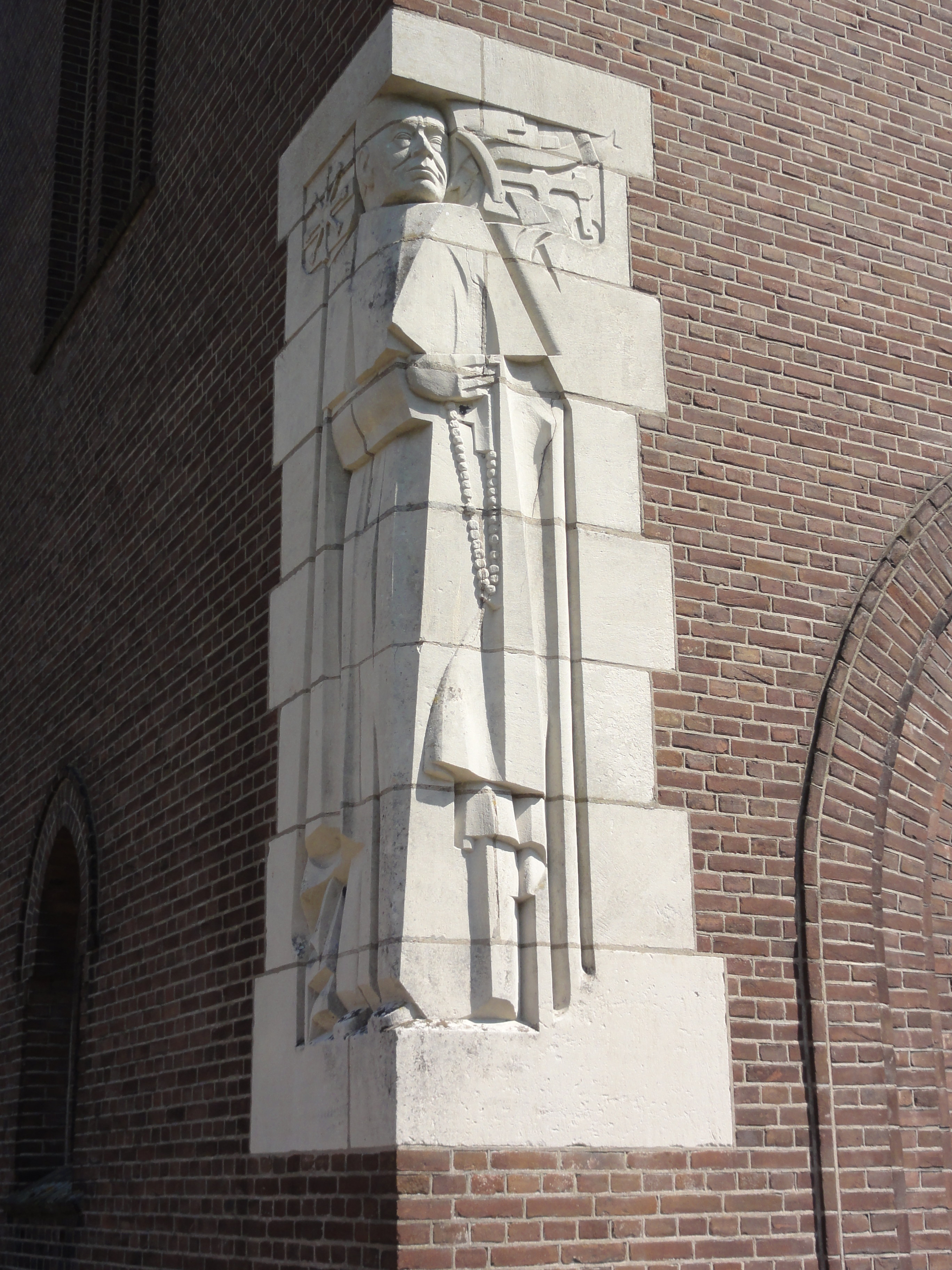
Het gevelbeeld van de abdijkerk van Berne (1927)